# 福尔摩斯的功绩
福尔摩斯的功绩（英語：The Exploits of Sherlock Holmes）是阿德里安·柯南·道尔和约翰·狄克森·卡尔合著的一部短篇侦探小说集，这部福尔摩斯仿作于1954年出版。由于阿德里安是阿瑟·柯南·道尔之子，约翰·迪克森·卡尔则是著名推理小说作家和柯南·道尔的传记作者，这部仿作的文风被认为和柯南·道尔的原作类似，并引起了读者的较大兴趣。

## 内容
这部短篇推理集共包括十二个故事，分别是：
- 七面鐘（The Adventure of the Seven Clocks）
- 黄金猎人（The Adventure of the Gold Hunter）
- 蜡像赌徒（The Adventure of the Wax Gamblers）
- 海盖特的奇迹（The Adventure of the Highgate Miracle）
- 邪恶的从男爵（The Adventure of the Black Baronet）
- 密室奇案（The Adventure of the Sealed Room）
- 弗克斯·拉思庄园惨案（The Adventure of Foulkes Rath）
- 阿巴斯红宝石（The Adventure of the Abbas Ruby）
- 两个女人（The Adventure of the Two Women）
- 黑暗天使（The Adventure of the Dark Angels）
- 戴普福德惊魂（The Adventure of the Deptford Horror）
- 红寡妇（The Adventure of the Red Widow）

对两位作者各写的哪几篇，有哪几篇是两人合写有一些争论，并且约翰·迪克森·卡尔自己的特殊风格也突破了模仿福尔摩斯原作这一限制。